# Waimea (fleuve de Nouvelle-Zélande)
Le Waimea  (en anglais : Waimea River) est un cours d‘eau situé  dans le nord de l’Île du Sud de la Nouvelle-Zélande.

## Géographie
Il est formé par la confluence des rivières Wairoa et  Wia-iti à proximité de la ville de Brightwater. Les eaux mélangées se déversent dans la baie de Tasman, près de la ville d’Appleby, en face de Rabbit Island (en).